# Моріс (Айова)
Моріс (англ. Maurice) — місто (англ. city) в США, в окрузі Сіу штату Айова. Населення — 265 осіб (2020).

## Географія
Моріс розташований за координатами 42°57′58″ пн. ш. 96°10′59″ зх. д. / 42.96611° пн. ш. 96.18306° зх. д. (42.966161, -96.183110).  За даними Бюро перепису населення США в 2010 році місто мало площу 1,44 км², з яких 1,42 км² — суходіл та 0,01 км² — водойми. В 2017 році площа становила 1,57 км², з яких 1,56 км² — суходіл та 0,01 км² — водойми.

## Демографія
Згідно з переписом 2010 року, у місті мешкало 275 осіб у 102 домогосподарствах у складі 81 родини. Густота населення становила 192 особи/км².  Було 107 помешкань (75/км²).
Расовий склад населення:
| - 95,6 % — білих - 0,4 % — чорних або афроамериканців - 3,3 % — осіб інших рас |

До двох чи більше рас належало 0,7 %. Частка іспаномовних становила 5,8 % від усіх жителів.
За віковим діапазоном населення розподілялося таким чином: 25,8 % — особи молодші 18 років, 59,7 % — особи у віці 18—64 років, 14,5 % — особи у віці 65 років та старші. Медіана віку мешканця становила 34,6 року. На 100 осіб жіночої статі у місті припадало 108,3 чоловіків;  на 100 жінок у віці від 18 років та старших — 104,0 чоловіків також старших 18 років.
Середній дохід на одне домашнє господарство  становив 60 493 долари США (медіана — 56 406), а середній дохід на одну сім'ю — 67 915 доларів (медіана — 63 438). За межею бідності перебувало 0,7 % осіб, у тому числі 0,0 % дітей у віці до 18 років та 2,4 % осіб у віці 65 років та старших.
Цивільне працевлаштоване населення становило 165 осіб. Основні галузі зайнятості: освіта, охорона здоров'я та соціальна допомога — 19,4 %, сільське господарство, лісництво, риболовля — 15,2 %, виробництво — 14,5 %.